# Торговець цінними паперами
Торго́вець ці́нними папе́рами — юридична особа, яка має відповідну ліцензію на здійснення професійної діяльності з торгівлі цінними паперами. 
Діяльність з торгівлі цінними паперами провадиться торговцями цінними паперами-господарськими товариствами, для яких операції з цінними паперами є виключним видом діяльності, а також банками. 

## Види
Професійна діяльність на фондовому ринку-діяльність з торгівлі цінними паперами включає: 
- дилерську діяльність — укладення торговцем цінними паперами цивільно-правових договорів щодо цінних паперів та інших фінансових інструментів від свого імені та за свій рахунок з метою перепродажу, крім випадків, передбачених законом;
- брокерську діяльність — укладення торговцем цінними паперами цивільно-правових договорів (зокрема на підставі договорів комісії, доручення) щодо цінних паперів та інших фінансових інструментів від свого імені (від імені іншої особи), за дорученням і за рахунок іншої особи;
- андеррайтинг — укладення торговцем цінними паперами договорів щодо відчуження цінних паперів та/або здійснення дій чи надання послуг, пов'язаних з таким відчуженням, у процесі емісії цих цінних паперів за дорученням, від імені та за рахунок емітента на підставі відповідного договору з емітентом;
- діяльність з управління цінними паперами — діяльність, яка провадиться торговцем цінними паперами від свого імені за винагороду протягом визначеного строку на підставі договору про управління переданими йому цінними паперами, іншими фінансовими інструментами та грошовими коштами, призначеними для інвестування в цінні папери та інші фінансові інструменти, а також отриманими у процесі управління цінними паперами, іншими фінансовими інструментами і грошовими коштами в інтересах установника управління або визначених ним третіх осіб.

## Участь
За загальним правилом, участь торговця цінними паперами при вчиненні правочинів (у тому числі договорів) з цінними паперами в Україні є обов'язковою.